# Milton (Nowy Jork)
Milton – jednostka osadnicza w Stanach Zjednoczonych, w stanie Nowy Jork, w hrabstwie Saratoga.